# 松澤敏夫
松澤 敏夫（まつざわ としお）は、日本の地方公務員。東京都財務局長、東京都交通局長、東京都環境整備公社理事長、東京都職員信用組合理事長等を歴任した。

## 人物・経歴
1971年東京教育大学卒業、東京都入庁。東京都財務局参事、東京都立保健科学大学事務局長等を経て、1998年東京都政策報道室広報部長。1999年東京都総務局行政部長。2001年東京都財務局主計部長。2003年東京都監査事務局長。2004年東京都財務局長。2005年東京都交通局長。2011年東京都職員信用組合理事長。東京都環境整備公社理事長なども務めた。2019年瑞宝小綬章受章。